# En avant la classe ouvrière
En avant la classe ouvrière est un chant d'Eugène Pottier écrit à propos de la Commune de Paris en 1880. Il a été mis en musique par Pierre Degeyter. Le refrain est sur l'air de Fanfan la Tulipe.

## Interprètes
- L'ensemble Madrigal de l'Île-de-France dans l'album La Commune en chantant. Collectif. Disque vinyle double LP 33 Tours, 1971 - AZ STEC LP 89 – Réédition CD 1988 – Disc AZ